# ウルトラバロック・デプログラマー
『ウルトラバロック・デプログラマー』は、いとうせいこうの小説『解体屋外伝』を原作とする浅田寅ヲによる日本の漫画作品。スクウェア・エニックスの『ヤングガンガン』2006年23号から2009年6号まで連載され、その後ウェブコミック配信サイト『ガンガンONLINE』に移籍し、2009年5月21日更新分から2010年11月25日更新分まで第3週更新で連載されていた。単行本は全5巻。

## 登場人物
解体屋
本作の主人公。雪の降る日に国道で倒れていた。
ソラチャイ
タイからの留学生
知香
聖オーガスティン病院の精神科医。
ノビル

### Psychi Work / PW サイキックワーク
ルート
リシャート
デイヴィッド・ジョーンズ

### 解体屋の関係者
立原さん
錠前屋直系の古参の解体屋。
立原さんの戦闘者
立原さんの監視者

立原 勇三
立原さんの戦闘者のモデル

錠前屋(マスター)

### スクワッター

#### アグリーレインボウ
アーギリ
スタンリー
グエン

#### ボーダーズid
通称しましま

#### S.B.feat.N.Y. meet ZZ (エスビーフィーチャリングエヌワイ ミーツズィーズィー)
通称黒ずきん
バン

## 単行本
全5巻 スクウェア・エニックス〈ヤングガンガンコミックス〉
1. 1巻（2007年10月25日） ISBN 978-4-7575-2125-4
2. 2巻（2008年9月25日） ISBN 978-4-7575-2331-9
3. 3巻（2009年5月25日） ISBN 978-4-7575-2518-4
4. 4巻（2009年12月25日） ISBN 978-4-7575-2759-1
5. 5巻（2011年2月25日） ISBN 978-4-7575-3133-8